# Frédérique Jamet
 (septembre 2017).
Si vous disposez d'ouvrages ou d'articles de référence ou si vous connaissez des sites web de qualité traitant du thème abordé ici, merci de compléter l'article en donnant les références utiles à sa vérifiabilité et en les liant à la section « Notes et références ».
Frédérique Jamet est une actrice française.

## Biographie
Elle est surtout connue pour son rôle de la petite Juliette aux côtés de Charles Denner dans L'homme qui aimait les femmes (1977) de François Truffaut. Trois ans avant ce succès, elle débutait dans un film de Bertrand Van Effenterre, Erica Minor avec Brigitte Fossey et Juliet Berto dans le rôle de la petite fille Sophie. C'est sa partenaire de ce film, Juliet Berto, qui l'engage en 1981 pour le rôle de Annie Vallès dans Neige. Elle tient le rôle principale dans le dernier film de Juliet Berto, Havre, la jeune Lili.
Après ses expériences cinématographiques, elle tourne pour la télévision. Dans L'Or noir de Lornac avec Pierre Mondy et dans un film de la collection Série noire, Lorfou de Daniel Duval avec Niels Arestrup et dans la collection V comme vengeance avec Françoise Arnoul dans Plagiat et meurtre de Bernard Queysanne.

## Filmographie
- 1974 : Erica Minor, réalisé par Bertrand Van Effenterre, dans le rôle de Sophie
- 1977 : L'homme qui aimait les femmes, réalisé par François Truffaut,  dans le rôle de Juliette
- 1981 : Neige, réalisé par Juliet Berto, dans le rôle d'Annie Vallès
- 1985 : Trois hommes et un couffin, réalisé par Coline Serreau
- 1986 : Havre, réalisé par Juliet Berto, dans le rôle de Lili